# Freeway 6 (Iran)

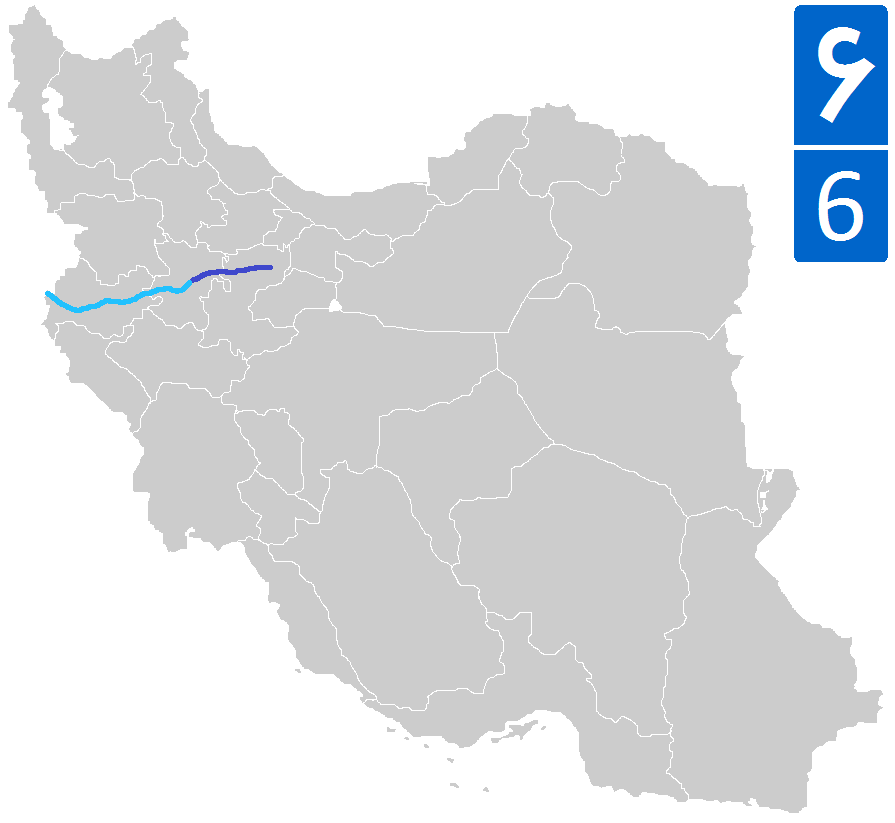

De Freeway 6 (Farsi: 6 آزادراه) of Karbala Freeway (Farsi: آزادراه کربلا) is een autosnelweg in Iran. De snelweg is 175 kilometer lang en verbindt Saveh met Hamedan. De autosnelweg werd geopend in 2016.
Freeway 1 ·
Freeway 2 ·
Freeway 3 ·
Freeway 5 ·
Freeway 6 ·
Freeway 7 ·
Freeway 9 ·
Freeway 16 ·
Freeway 51